# Bestune T99
Bestune T99 — выпускаемый с 2019 года среднеразмерный кроссовер китайского производителя Besturn — суббренда компании FAW.

## История
Модель Bestune T99 — четвёртая в новом Т-семействе, до этого дебютировали T33, T55 и T77. Флагман суббренда Bestune.
Впервые была показана в апреле 2019 года на Автосалоне в Шанхае в качестве концепта, серийная модель показана в сентябре 2019 года, в продажу в Китае поступила 1 ноября 2019 года.
Цена на внутреннем рынке Китая — от 149 900 до 189 900 юаней. Модель слабо пользуется спросом, в рейтинге продаж входит во вторую-третью сотню в сегменте кроссоверов и внедорожников: после начала продаж в ноябре-декабре 2019 года и в 2020 году продажи резко пошли вниз.
| Год  | Объём продаж |
| ---- | ------------ |
| 2019 | 3 956        |
| 2020 | 13 092       |
| 2021 | 7 022        |
| 2022 | 2 668        |

С 2023 модельного года модель получила фейслифт: новые бамперы и безрамочную решетку радиатора, как флагман компании первой получив новую эмблему бренда анонсированную в декабре 2022 года.

### На рынке России
На рынке России официально в линейке компании модель не представлена, но с конца 2022 года предлагается «серыми» дилерами — так предмаксимальная комплектация стоящая в Китае в 174,9 тысячи юаней (1,48 млн рублей) в Москве стоит 3,25 млн рублей, однако, оставаясь конкурентной — у похожего Chery Tiggo 8 цена — 3,4 млн рублей.
В апреле 2023 года компания объявила о старте официальных продаж модели летом 2023 года, к октябрю 2023 года было продано 782 машин.

## Технические характеристики
Габариты: длина — 4800 мм, ширина — 1915 мм, высота — 1685 мм; колёснаая база — 2870 мм.
Подвеска — независимая для всех колёс.
Двигатель — 2,0-литровый четырёхцилиндровый бензиновый турбомотор FAW CA4GC20TD-32 мощностью 224 л. с. и крутящим моментом 340 Нм.
Коробка передач — 8-ступенчатый «автомат» фирмы Shengrui или с 6-ступенчатый «автоматом» от японской фильмы Aisin.
Максимальная скорость — 210 км/ч. Время разгона «0-100 км/ч» — 8,8 и 8,6 с в зависимости от типа автомата.
Привод — только передний.

## Галерея
Внешний вид модели 2019-2022 года и после фейслифта 2023 года

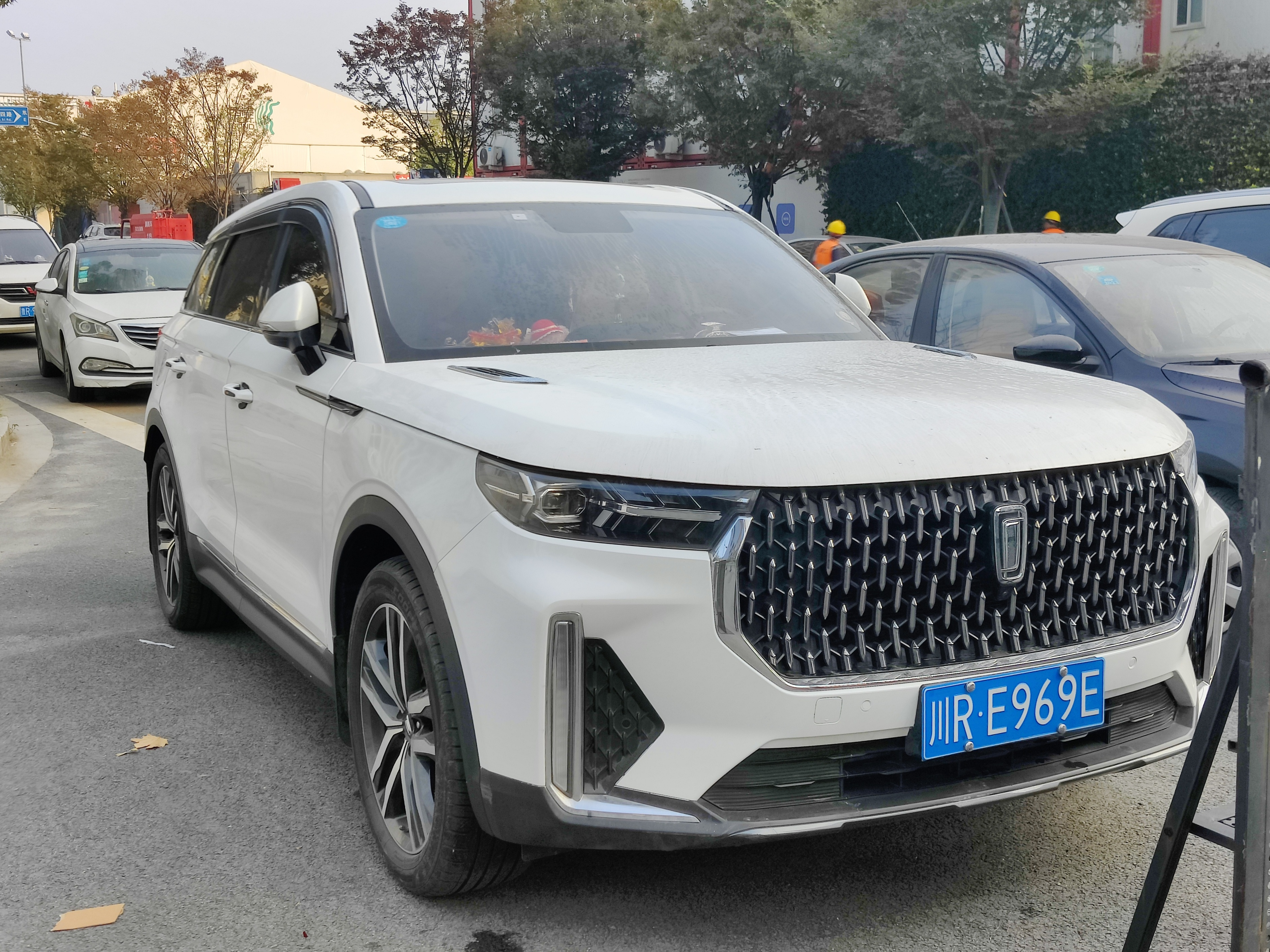
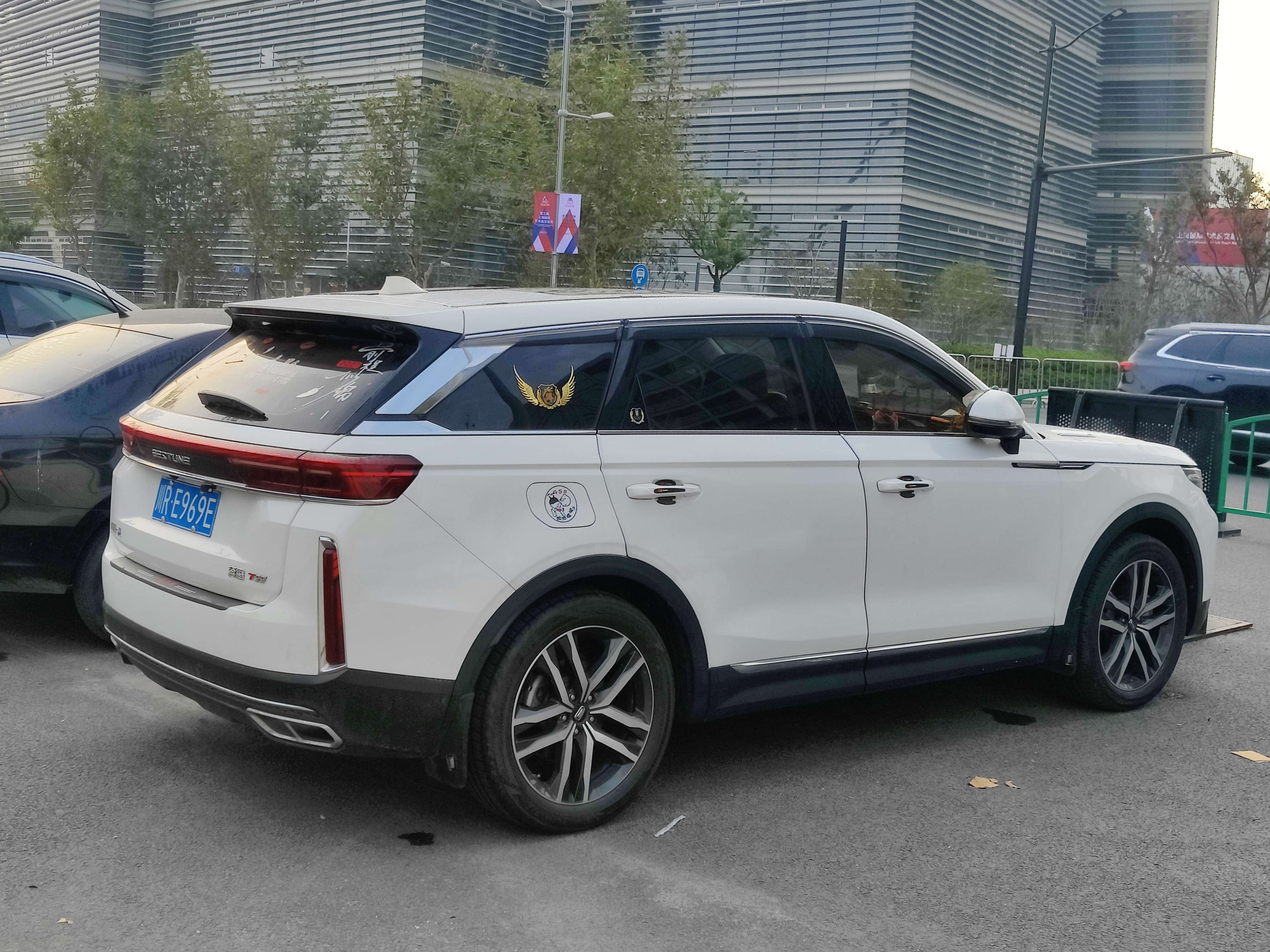
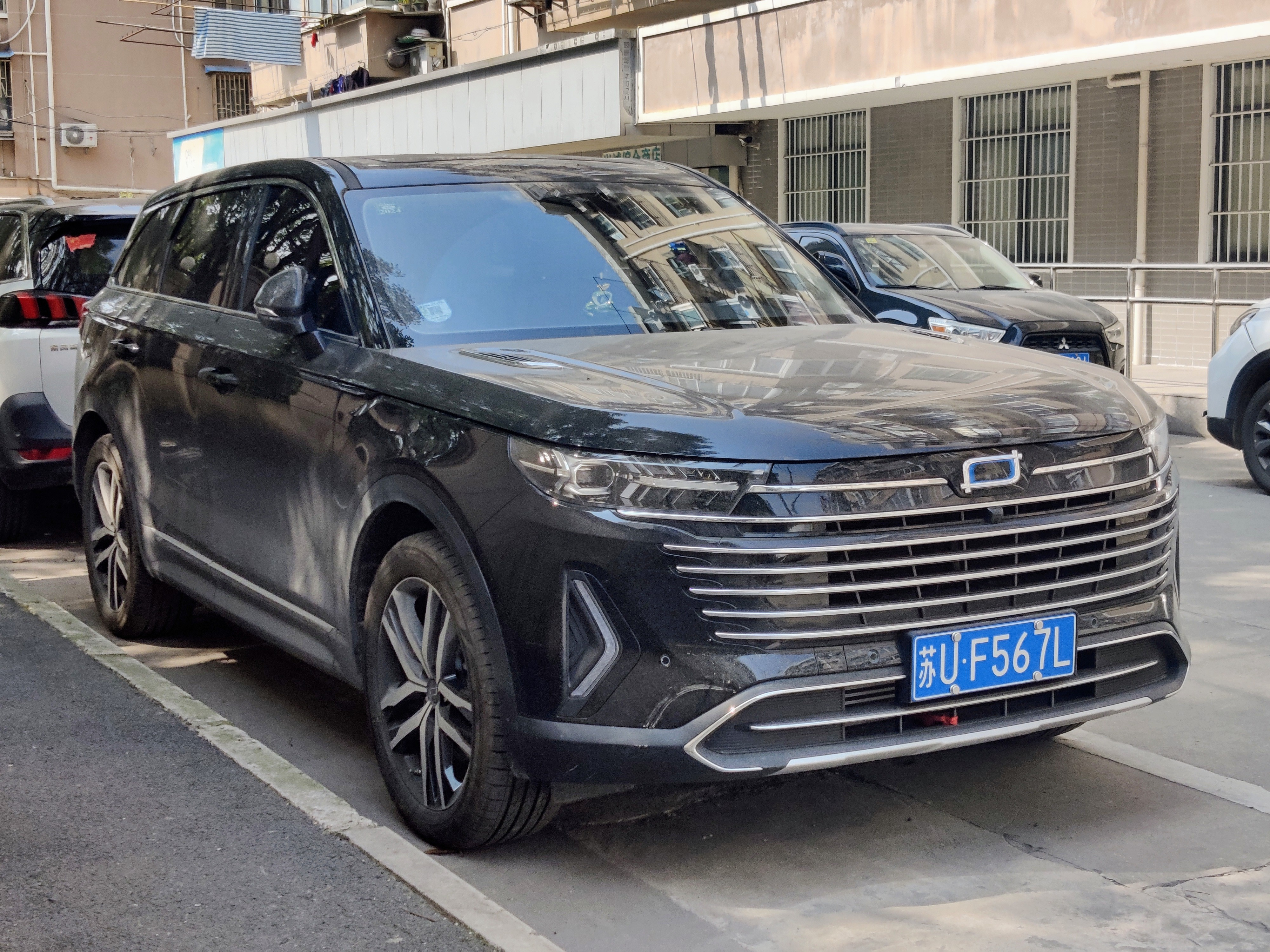
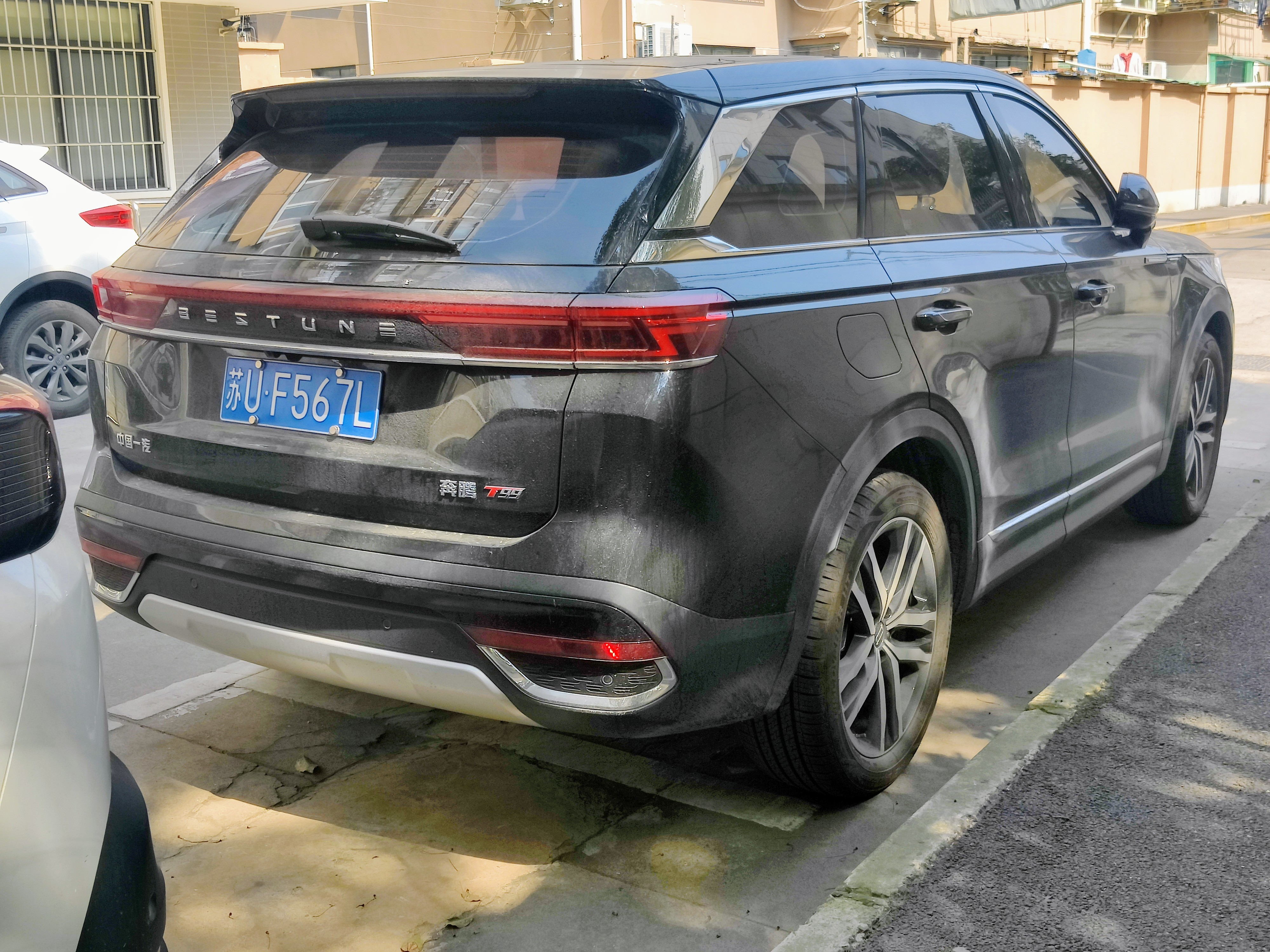